# Mokonyane (Berea)
Mokonyane ist ein Ort im Distrikt Berea im Königreich Lesotho.

## Lage
Der Ort liegt im Nordwesten des Landes auf einer Höhe von ca. 1803 m im Quellgebiet des Qalobe (Kwokwobe). Der Ort gehört zum Community Council Motanasela. Die nächstgelegenen Orte sind Sefikeng (NW) und Kokolia (SO). 

## Klima
Das Klima ist gemäßigt warm.